# One Quiet Night
One Quiet Night från 2003 är ett musikalbum med gitarristen Pat Metheny. Skivan spelades in under en kväll 2001 i Methenys hem i New York.

## Låtlista
Musiken är skriven av Pat Metheny om inget annat anges.
1. One Quiet Night – 5:02
2. Song for the Boys – 4:32
3. Don't Know Why (Jesse Harris) – 3:09
4. Another Chance – 6:54
5. Time Goes On – 3:20
6. My Song (Keith Jarrett) – 4:22
7. Peace Memory – 6:13
8. Ferry Cross the Mersey (Gerry Marsden) – 3:58
9. Over on 4th Street – 3:41
10. I Will Find the Way – 7:52
11. North to South, East to West – 12:04
12. Last Train Home – 4:35

## Medverkande
- Pat Metheny – gitarrer

## Listplaceringar
| Lista (2003) | Topplacering |
| ------------ | ------------ |
| Italien      | 15           |
| Tyskland     | 74           |
| Frankrike    | 119          |